# Бялобжеґ
Бялобжеґ (пол. Białobrzeg) — село в Польщі, у гміні Пиздри Вжесінського повіту Великопольського воєводства.
Населення — 65 осіб (2011).
У 1975-1998 роках село належало до Конінського воєводства.

## Демографія
Демографічна структура станом на 31 березня 2011 року:
|          | Загалом | Допрацездатний вік | Працездатний вік | Постпрацездатний вік |
| -------- | ------- | ------------------ | ---------------- | -------------------- |
| Чоловіки | 34      | 5                  | 26               | 3                    |
| Жінки    | 31      | 4                  | 15               | 12                   |
| Разом    | 65      | 9                  | 41               | 15                   |